# Дионисий (митрополит Варшавский)
Митрополи́т Диони́сий (пол. Metropolit Dionizy, в миру Константи́н Никола́евич Валеди́нский или в иной транскрипции — Валедни́цкий, пол. Konstanty Nikołajewicz Waledyński; 4 (16) мая 1876, Муром, Владимирская губерния, Российская империя — 15 марта 1960, Варшава, Польша) — архиерей Православной российской церкви, магистр богословия; первый предстоятель Польской православной церкви с титулом Митрополит Варшавский и Волынский и всея Православныя Церкви в Польше, духовный писатель.

## Биография
Родился 4 (16) мая 1876 года в Муроме, в семье потомственных священнослужителей. В крещении назван Константином в честь святого благоверного князя Константина Муромского (память 8 (21) мая). С раннего детства в качестве пономаря и чтеца на клиросе помогал своему отцу в Смоленской церкви города Мурома.
В 1885 году был зачислен в подготовительный класс Муромского духовного училища, а в 1890 году окончил училище по 1-му разряду и, как «показавший отличные знания по всем предметам», был удостоен права зачисления в первый класс семинарии без экзаменов.
С 1890 по 1895 годы обучался во Владимирской духовной семинарии, но после инцидента о покушении студентов на жизнь инспектора, вместе с другими учащимися был отчислен из учебного заведения с правом перевода в другую семинарию. Был переведён в Уфимскую духовную семинарию, которую окончил в 1896 году.
В том же году поступил в Казанскую духовную академию, где в 1897 году был пострижен в монашество с наречением имени Дионисий и хиротонисан ректором академии епископом Антонием (Храповицким) в сан иеродиакона, а в 1899 году — в сан иеромонаха. В 1900 году окончил академию со степенью кандидата богословия за диссертацию «Идеалы православно-русского инородческого миссионерства» и был оставлен при академии магистрантом и профессорским стипендиатом на кафедре калмыцкого языка.

### Преподавательская деятельность
В 1901 году назначен преподавателем церковной истории в Таврическую духовную семинарию и по получении ученой степени магистра богословия, был переведён в Холмскую духовную семинарию на должность инспектора.
В 1902 году был возведён в достоинство архимандрита и назначен ректором Холмской духовной семинарии. С 1911 года служил в качестве настоятеля русской посольской церкви в Риме, где написал и издал книгу «Спутник русского православного богомольца в Риме. Описание Рима, священных мест и находящихся в них вселенских святынь».

## Епископ, епархиальное служение
В 1913 году решением Святейшего Синода был избран епископом Кременецким, викарием Волынской епархии, а 21 апреля 1913 года, в Фомино воскресенье, в Великой церкви Почаевской Лавры сонмом иерархов во главе с патриархом Антиохийским Григорием IV, пребывавшим в этот период в России с официальным визитом, была совершена его архиерейская хиротония.
Награжден орденами Св. Владимира 4-й (1910) и 3-й (1914) степеней.
В августе 1918 года Указом Патриарха Тихона ему была поручена организация новообразованной Полесской епархии с кафедрой в городе Пинске.
В 1918 году принимал участие во Всеукраинском церковном Соборе.Предпочёл возвратиться в Кременец, к месту своего служения, викарным архиереем Волынской епархии.

### На территории независимой Польши
В 1919 году по Версальскому трактату было образовано суверенное Польское государство. В период войны 1914—1918 годов православное население привисленского и северо-западного краев в подавляющем большинстве вместе с духовенством было эвакуировано вглубь России. На местах оставались не более 10 священников и иеромонахов. Из епископов оставались лишь двое: Виленский архиепископ Тихон (Беллавин) с резиденцией в г. Дисне, на севере Виленской губернии и епископ Кременецкий Дионисий (Валединский). Когда в 1918 году началась реэвакуация, в Вильну прибыл епископ Ковенский Елевферий (Богоявленский), до того проживавший в г. Дисне, прибыл также в свою епархию — г. Гродно епископ Белостокский Владимир (Тихоницкий). В августе 1921 года в Варшаве планировалось проведение Съезда представителей православных приходов в Польше. В повестку дня Съезда должны были войти такие вопросы как: правовое положение Православной Церкви в Польше, организация церковно-общественных органов, организация приходов и др. Съезд не состоялся. Против его созыва выступил епископ Дионисий, опубликовав в газете свой отклик. Вскоре Кременецкая епархия отошла к Польше и епископ Дионисий оказался в юрисдикции назначенного Патриархом Тихоном архиепископа Варшавского Георгия (Ярошевского), возведённого вслед за тем Патриархом в сан митрополита.
В 1922 году состоялся польский церковный Собор с участием епископов отошедших к Польше православных епархий. Вопреки воле Патриарха Тихона, Собор принял конкордат с правительством Польши, а епископ Дионисий (Валединский) был назначен правящим архиереем Волынской епархии с возведением в сан архиепископа Волынского и Кременецкого.
После трагической кончины митрополита Варшавского Георгия (Ярошевского), архиепископ Дионисий (Валединский) 27 февраля 1923 года был избран митрополитом Варшавским и Волынским и всея Православныя Церкви в Польше, а также священноархимандритом Свято-Успенской Почаевской лавры. Избрание митрополита Дионисия (Валединского) Первоиерархом Польской Православной Церкви было представлено на утверждение Константинопольского Патриарха. Утвердив его на этом посту, 13 марта 1923 года Патриарх Константинопольской сообщил, что он «препровождает ему все отличия, своевременно присвоенные нашим Братом Тихоном Вашему Предшественнику, как митрополиту Варшавскому и Волынскому и всей Православной Церкви в Польши». После переговоров с преемником Патриарха Константинопольского Мелетия IV (Метаксакиса) Патриархом Григорием VII, несмотря на несогласие Патриарха Тихона, в ноябре 1924 года было объявлено об автокефалии Польской Православной Церкви, которую сразу признали часть Православных Церквей.

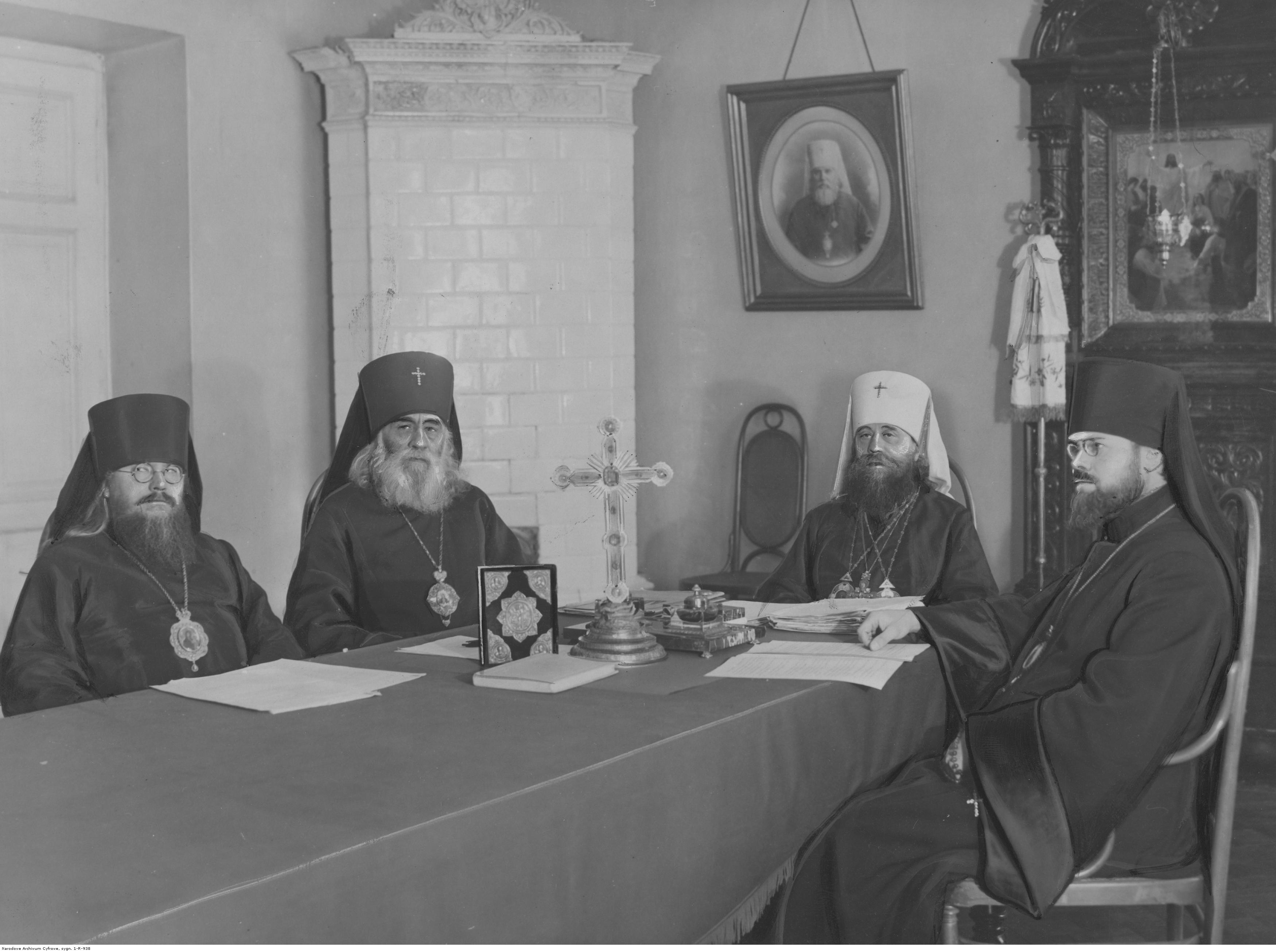

С началом Второй мировой войны поддержал польские власти. 1 сентября 1939 года митрополит Дионисий обратился к верующим с призывом к защите Отечества от немцев, приводя пример православных патриотов из истории Речи Посполитой (Адама Киселя и Константина Острожского).
В период оккупации Польши Германией, в 1939 году митрополит Дионисий был арестован гестапо, но затем был освобождён немцами. В сентябре 1940 года он вернулся к управление Церковью в Генерал-губернаторстве. Церковь в Генерал-губернаторстве была разделена на три епархии — Варшавскую, Холмско-Подляшскую и Краковско-Лемковскую. На Холмскую кафедру митрополитом Дионисием 2 ноября 1940 года был рукоположен Иларион (Огиенко), на Краковскую 9 февраля 1941 года — Палладий (Выдыбида-Руденко). В этот период Польская православная церковь потеряла значительную часть верующих — Восточные воеводства, где по данным польского статистического ежегодника 1939 года проживали 3514,7 тысяч православных. В сентябре 1939 года восточные воеводства (Западная Украина и Западная Белоруссия) были заняты Красной армией и вскоре присоединены к СССР. Это привело к тому, что местные приходы вернулись в состав Русской православной церкви. В частности архиепископ Пантелеймон (Рожновский), который в свое время отказался признать Польскую автономную православную церковь, взял на себя управление Гродненской епархией и с согласия митрополита Сергия (Страгородского) стал экзархом Западной Украины и Западной Белоруссии. Архиепископ Пантелеймон разослал епископам Западной Украины и Западной Белоруссии письмо, в котором запретил поминать митрополита Дионисия за богослужением.
В период немецкой оккупации Украины Дионисий явился учредителем Украинской автокефальной православной церкви..
С наступлением советских войск в июле 1944 года эвакуировался по предписанию немецких властей. Вернулся в Польшу 25 апреля 1945 года и вступил в управление Церковью. В обращении от 5 июня 1945 года призвал духовенство к молитве за «демократическую Польшу, её власти и воинство». Однако польские коммунистические власти последовательно стремились к смещению митрополита с занимаемой должности. 27 марта 1947 года он был вызван в Министерство общественной администрации, где от него потребовали «добровольно» оставить митрополичью кафедру. В связи с его отказом, после консультаций с властями СССР, польское правительство приняло решение отправить митрополита под домашний арест.
Власти создали временную Правящую коллегию по делам управления Польской Автокефальной Православной Церкви под председательством архиепископа Белостокского и Бельского Тимофея (Шрёттера).

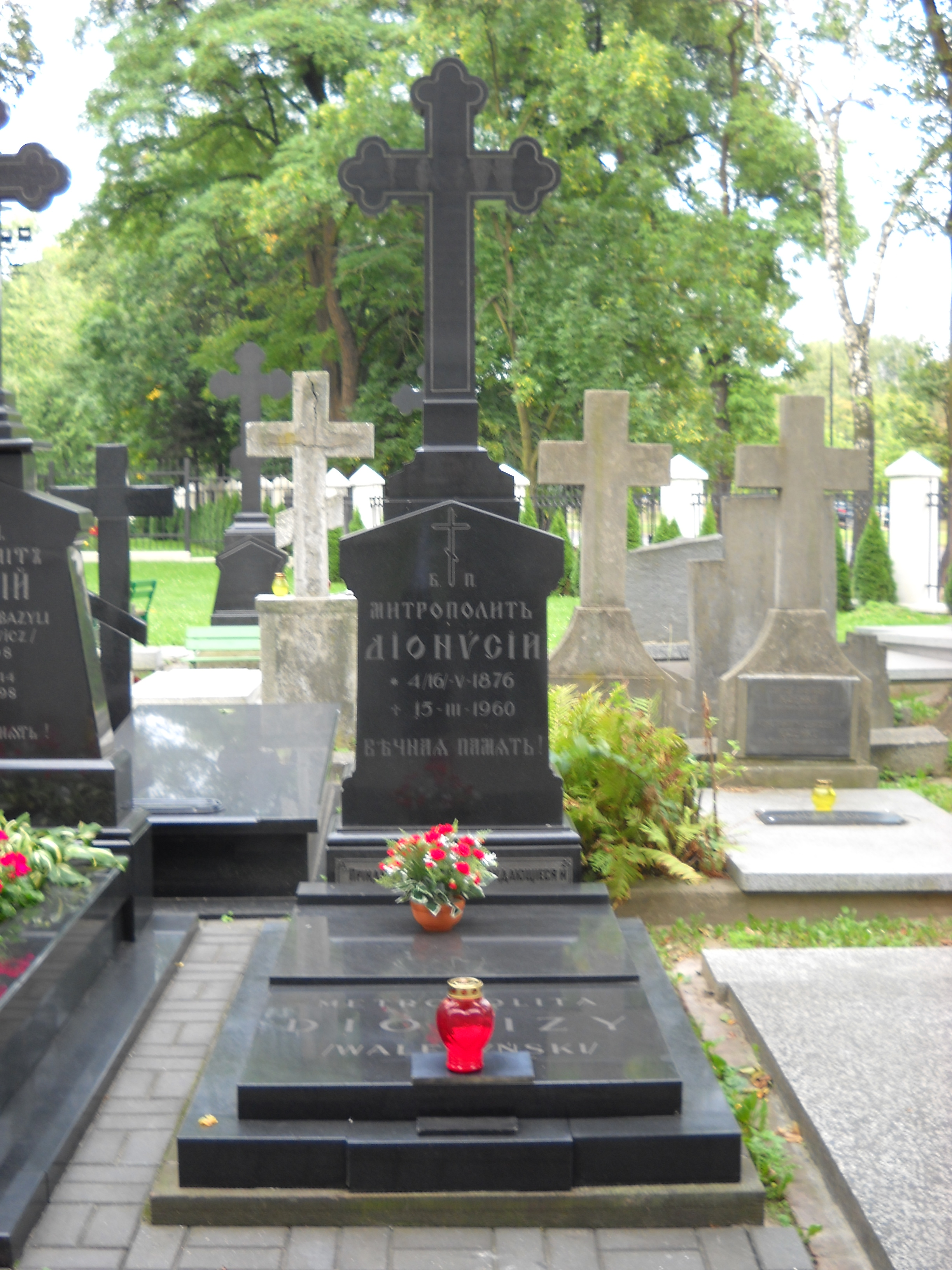
Захоронение митрополита Дионисия

В июне 1948 года церковная делегация во главе с архиепископом Тимофеем посетила Москву; в ходе визита 22 июня последовало постановление патриарха Алексия I и Священного синода о восстановлении канонического общения с Польской православной церковью и предоставлении ей самостоятельного управления. По утверждении этого постановления Польская православная церковь обрела свою каноническую автокефалию. «Оказавшись в положении пастыря, оставленного овцами», митрополит 22 августа 1948 года направил патриарху Алексию письмо, в котором покаялся во всех канонических преступлениях, совершенных им против Русской православной церкви, просил не лишать его «литургического и канонического общения с Великой Матерью-Церковью Российской». Он писал: «Тяготы прещения, постигшие меня от Вашего Святейшества купно со Священным Синодом, не в состоянии вынести душа моя, и по долгу совести я умоляю Вас принять мое, хотя и запоздалое, но искреннее покаяние во всех содеянных мною по отношению к Матери-Церкви прегрешениях. Сознавая временность и каноническую неполноту автокефалии, дарованной Святейшим Константинопольским Патриархом в 1924 г., я признаю и исповедую святую необходимость благословения Великой Матери — Церкви Российской на автокефальное бытие Её юнейшей дщери — Польской Православной Церкви». Определением от 9 ноября 1948 года патриарх Алексий I и Святейший синод постановили «считать восстановленным каноническое общение митрополита Дионисия с Матерью-Русской Церковью, сохранив за ним сан митрополита, но без титула „Блаженнейший“, полученного им в период выхода из юрисдикции Московской Патриархии».
После этого к исполнению обязанностей Предстоятеля митрополит Дионисий допущен не был. В мае 1951 года митрополиту было предписано оставить Варшаву и переселиться в город Сосновец близ Катовице. Несмотря на многочисленные ходатайства, обращенные к государственным и церковным властям, он пребывал в Сосновце до мая 1958 года. Последние неполных два года провёл в Варшаве, в приходском доме при храме Святого Иоанна Лествичника на Воле.
Пребывая на покое, митрополит Дионисий поддерживал регулярную письменную связь с патриархом Алексием I.
Скончался 15 марта 1960 года в Варшаве и похоронен на Вольском православном кладбище.

## Семья
- Дед — Василий Николаевич Спекторский, протоиерей. В 1816 году окончил по II разряду Владимирскую духовную семинарию и был назначен священником к Смоленской церкви города Мурома, где служил до самой кончины. С 1816 по 1848 годы преподавал в Муромском духовном училище, где среди студентов был и Николай Павлович Валединский — его будущий зять и отец митрополита Дионисия.
  - Мать — Елизавета Васильевна Спекторская (1846, Муром — 31 июля 1921, Кременец, Польша)
- Дед — Павел Стефанович Валединский, протоиерей. В 1822 году окончил по III разряду Владимирскую духовную семинарию и был определен священником Свято-Троицкой церкви села Чистухи Владимирского уезда, а в 1836 году был переведён к Успенской церкви села Климова близ Мурома. Скончался в 1859 году.
  - Отец — Николай Павлович Валединский, священник. В 1853 году окончил Муромское духовное училище, а в 1860 — Владимирскую духовную семинарию и был хиротонисан во пресвитера Смоленской церкви города Мурома. Скончался 30 апреля 1888 года от скоротечной чахотки, похоронен на кладбище Воскресенского монастыря.
- Брат — Павел Николаевич Валединский (1869 — ?)
- Сестра — Александра Николаевна (1878 — ?), учительница в Муроме, в эмиграции в Польше.
- Брат — Василий Николаевич (1880 — ?), выпускник Муромского духовного училища, псаломщик Георгиевской церкви Мурома.

## Сочинения
- Уфимский Успенский монастырь. Казань, 1898.
- Брамины в Индии // Вера и разум. 1898. Т. 1. Ч. 2.
- Идеалы православно-русского инородческого миссионерства (магистерская диссертация). Казань. 1901. Отзывы: Антоний (Храповицкий), епископ и доцент Н. Ястребов // Православный собеседник. — 1902. — ноябрь. — С.1-9.
- Речь перед защитой магистерской диссертации иеромонаха Дионисия (Валединского). // Православный собеседник. — 1902. — июнь-август. — С.47-65.
- Страничка из истории христианского просвещения якутов и участия в нем Н. И. Ильминского. М., 1902.
- Заботы миссионеров об устройстве внешнего быта новокрещеных инородцев. // Православный собеседник. 1902. Ч. 2. С. 47–65.
- Поучение на день храмового праздника в Холмской ДС. Варшава, 1902.
- Краткое извлечение из Отчета ректора Холмской ДС архим. Дионисия о состоянии семинарии за 1902/03 учеб. г. Варшава, 1903.
- Памяти инспектора Холмской ДС иером. Филиппа. Варшава, 1904.
- Современное состояние, задачи и нужды православного инородческого миссионерства в Сибири. М., 1905.
- Богословие Иоанново. Холм, 1909.
- Святыня Барграда. — Холм. — 1912.
- Спутник русского православного богомольца в Риме. Описание Рима, священных мест и находящихся в них вселенских святынь. — Холм. — 1912.
- На память о 1600-летней годовщине торжества Креста Христова над язычеством при св. равноап. царе Константине Великом (313–1913). Почаев, 1913.
- Речь при наречении во епископа Кременецкого 20 апреля 1913 года // Церковные ведомости. — 1913. — 18-19. — С.794-796.
- Увещание христолюбивым воинам, подвизающимся на поле брани. Кременец, 1915.
- Пастырское изучение людей и жизни по святоотеческим творениям. Варшава, 1926.
- Пастырское послание преосвященных епископов Петра и Дионисия. [Б. м.], 1926.
- Историческое обозрение русской пасторологической литературы в XIX в. Варшава, 1926.
- Послание к митр. Петру (Полянскому) // Воскресное чтение. 1926. № 7.
- Пасторология св. Иоанна Лествичника. Варшава, 1927.
- Слово в англиканской церкви в Берне // Ελπις. 1927. № 2.
- Христианская археология, ее характер и ее научный метод. Варшава, 1928.
- Новейшие раскопки и открытия в римских катакомбах св. Каллиста на Аппиевой дороге. Варшава, 1928.
- Najnowsze wykopaliska i odkrycia w katakumbach rzymskich: Nowe malowidło Żałobnej wieczerzy miłości, czyli agapy w katakumbach Śww. Piotra i Marcellina przy Via Labicana. Warsz., 1929.
- Пасторологическая теология. Варшава, 1929.
- Pomnikowe dzieło naukowe. Warsz., 1932.
- Христианство и искусство. Варшава, 1935.
- Евхаристичний культ на Украïнi. Варшава, 1936.
- Божественное Откровение, как источник истинного богопознания. — 1937.
- List do Maksyma abpa Konstantynopola Nowego Rzymu i patr. Ekumenicznego w czerwcu 1946.
- Listy // Wiadomości Metropolii Prawosławnej w Polsce. 1947. № 3.